# غل تشرمو (شاهين دج)
غل تشرمو هي قرية في مقاطعة شاهين دج، إيران. عدد سكان هذه القرية هو 248 في سنة 2006.